# Svenska flickor
"Svenska flickor" är en sång av Tomas Ledin från 1985. Den gavs ut som singel samma år och finns också med på liveskivan En galen kväll (1985).
Titelspåret liksom b-sidan "Agent of Love" producerades av Ledin och spelades in i mars 1985 i Polar Music Studio, Stockholm. Titelspåret har senare inkluderats på Ett samlingsalbum (1990) och Festen har börjat (2001). Singeln nådde en artondeplats på den svenska singellistan.

## Låtlista
1. "Svenska flickor" – 3:37
2. "Agent of Love" – 3:25

## Listplaceringar
| Lista (1985) | Topplacering |
| ------------ | ------------ |
| Sverige      | 18           |

### Fotnoter
1. 1 2  ”Tomas Ledin”. Svensk mediedatabas. http://smdb.kb.se/catalog/search?q=Tomas+Ledin&x=0&y=0. Läst 15 januari 2013.
2. 1 2  Placering på den svenska singellistan